# Galdikas
Galdikas ist ein litauischer männlicher Familienname.

## Weibliche Formen
- Galdikaitė (ledig)
- Galdikienė (verheiratet)

## Namensträger
- Birutė Galdikas (* 1946), kanadische Zoologin und Verhaltensforscherin
- Juozas Galdikas (* 1958), litauischer Gefäßchirurg und Politiker
- Mantas Galdikas (* 1989), litauischer Fußballtorhüter